# 莫健 (美國外交官)
莫健（1953年—），美国外交官、公使銜參贊，曾於2004年－2007年間擔任駐尼泊尔大使、2008年－2011年間出任駐孟加拉大使，並自2016年－2023年間為美國在台協會華盛頓總部理事主席。
莫健從达特茅斯学院畢業，取得歷史學文學士。莫健的妻子莫柔（Lauren K. Moriarty）亦為外交官，為美國史上首位具有夏威夷族血統的大使，她曾與莫健一同派駐美國在台協會台北辦事處，歷任經濟組長及副處長等職。

## 爭議
莫健擔任美國在台協會主席時，曾碰上時代力量、喜樂島聯盟等獨派政黨推動修改《公民投票法》欲讓台灣在國號、領土變更得以公投，前美國副總統錢尼副國安顧問的葉望輝稱莫健2017年來台就是要盯住《公投法》，喜樂島聯盟決策委員蕭曉玲也投書爆料，稱莫健來台會見立委就是為了硬生生擋下《公投法》，讓台灣人無法改國號國名被迫繼續使用中華民國。
時代力量立委黃國昌也爆料，在無法針對國號、領土變更的《公投法》正式通過的隔天，莫健來訪表示非常高興，稱「台灣制定了沒辦法讓人民可以針對台灣獨立建國、台灣的疆域、台灣的憲法舉行的公民投票」。黃國昌還爆料，那天與莫健起了很大的爭執，意見衝突蠻激烈。他當下告訴莫健，美國如果真的相信當初創立聯合國的精神，就不應該拒絕台灣人民自己追求住民自決、自己追求獨立建國，更沒有權利拒絕台灣加入聯合國。民進黨立委郭正亮也坦承，莫健此行來台就是擔憂《公民投票法》修正條文通過三讀。